# 나비 (V6의 노래)
《나비》(蝶)는 2008년 5월 28일 발매한 V6의 33번째의 싱글이다.

## 설명
- 전 싱글 《way of life》이어 약 5개월만의 발매다.
- 초회한정반A (CD+DVD)·초회한정반B (CD+DVD)·통상반 (CD)의 타입으로 총 3가지로 발매되었다.
- 오리콘 차트에서 위클리 차트 2위를 기록하였다. 위클리 차트 차트 1위를 놓친 것은 26번째 싱글 《サンダーバード-your voice-》이래로 8번째이다.

## 수록곡

### 통상반
1. 蝶 
  - 작사：키노시타 토모야, 작곡：카토 유스케, 편곡：카토 유우수케·도산 하야부사, 코러스 어레인지：스즈키 히로아키
  - 멤버 이노하라 요시히코 출연 아사히TV 계열 드라마 《경시청 수사 1과 9계 시즌 3》 주제가
2. Keep A Chance 
  - 작사：미노 산, 작곡：DoiToki, 편곡：타나카 나오, 코러스 어레인지：스즈키 히로아키
3. SHOW ME 
  - 작사：KOMU, 작곡/편곡：와타나베 미라이, 코러스 어레인지：스즈키 히로아키
4. Twilight emotion 
  - 작사：후루야 신, 작곡： 야마하라 카즈히로, 편곡：h-wonder, 코러스 어레인지：스즈키 히로아키
5. 蝶  (Karaoke Version)
6. Keep A Chance (Karaoke Version)
7. SHOW ME (Karaoke Version)
8. Twilight emotion (Karaoke Version)

### 초회한정반A
1. 蝶
2. Keep A Chance

DVD
1. 〈蝶〉 Music Clip (Extra Dance version)

### 초회한정반B
1. 蝶
2. Keep A Chance

DVD
1. V6 MEGA“DANCE” MIX MOVIE